# توماش ریگو
توماش ریگو (اسلواکی: Tomáš Rigo؛ زادهٔ ۳ ژوئیهٔ ۲۰۰۲) بازیکن فوتبال اهل اسلواکی است.
از باشگاه‌هایی که در آن بازی کرده است می‌توان به باشگاه فوتبال اسلاویا پراگ و باشگاه فوتبال بانیک استراوا اشاره کرد.
وی همچنین در تیم‌های ملی فوتبال زیر ۲۱ سال اسلواکی، و اسلواکی بازی کرده است.